# Bandar Manis
Bandar Manis is een bestuurslaag in het regentschap Simalungun van de provincie Noord-Sumatra, Indonesië. Bandar Manis telt 1537 inwoners (volkstelling 2010).